# Villacidro
Villacidro település Olaszországban, Szardínia régióban, Medio Campidano megyében. Lakosainak száma 13 184 fő (2023. január 1.). Villacidro Gonnosfanadiga, Iglesias, Sanluri, Villasor, Domusnovas, San Gavino Monreale, Serramanna és Vallermosa községekkel határos.

## Népesség
A település lakossága az elmúlt években az alábbi módon változott:

| 2018 | 14 019 |
| 2023 | 13 184 |